# México en los Juegos Olímpicos de Roma 1960
México estuvo representado en los Juegos Olímpicos de Roma 1960 por un total de 69 deportistas, 63 hombres y 6 mujeres, que compitieron en 14 deportes.
La portadora de la bandera en la ceremonia de apertura fue la esgrimista María del Pilar Roldán.

## Medallistas
El equipo olímpico mexicano obtuvo las siguientes medallas:
| Nombre              | Deporte | Competición     |
| ------------------- | ------- | --------------- |
| Oro                 |         |                 |
| —                   |         |                 |
| Plata               |         |                 |
| —                   |         |                 |
| Bronce              |         |                 |
| Juan Botella Medina | Saltos  | Trampolín 3 m M |

## Resultados por deporte

### Atletismo
Varonil
Pista y ruta
Santiago Plaza se convirtió en el primer mexicano en alcanzar los cuartos de final de los 100 metros planos desde 1932.
Jorge Terán fue el primer competidor en 400 metros desde Helsinki 1952.
Alfredo Tinoco fue el primer mexicano en correr los 3,000 metros steeplechase, anteriormente el país tuvo atletas inscritos en 1924, pero ninguno de ellos inició la prueba.
| Atleta         | Evento              | Heat      | Heat     | Cuartos de final | Cuartos de final | Semifinal | Semifinal | Final     | Final     |
| Atleta         | Evento              | Resultado | Posición | Resultado        | Posición         | Resultado | Posición  | Resultado | Posición  |
| -------------- | ------------------- | --------- | -------- | ---------------- | ---------------- | --------- | --------- | --------- | --------- |
| Santiago Plaza | 100 m               | 10.8      | 3 Q      | 10.8             | 7                | No avanzó | No avanzó | No avanzó | No avanzó |
| Santiago Plaza | 200 m               | 22.0      | 4        | No avanzó        | No avanzó        | No avanzó | No avanzó | No avanzó | No avanzó |
| Jorge Terán    | 400 m               | 49.6      | 6        | No avanzó        | No avanzó        | No avanzó | No avanzó | No avanzó | No avanzó |
| Alfredo Tinoco | 3000 m steeplechase | 9:38.0    | 10       |                  |                  |           |           | No avanzó | No avanzó |

Eventos de campo
Roberto Procel fue el primer mexicano en participar en salto de longitud desde Londres 1948
| Atleta         | Evento            | Clasificación | Clasificación | Final     | Final     |
| Atleta         | Evento            | Distancia     | Posición      | Distancia | Posición  |
| -------------- | ----------------- | ------------- | ------------- | --------- | --------- |
| Roberto Procel | Salto de longitud | 7.23          | 24            | No avanzó | No avanzó |

Combinados
México participó por primera vez en la historia en la prueba de decatlón.
| Atleta          | Evento    | 100 m | SL   | LB    | SA   | 400 m | 110 m v | LD    | SG   | LJ    | 1500 m  | Final | Rank |
| --------------- | --------- | ----- | ---- | ----- | ---- | ----- | ------- | ----- | ---- | ----- | ------- | ----- | ---- |
| Rodolfo Mijares | Resultado | 11.3  | 6.20 | 10.59 | 1.65 | 50.5  | 17.3    | 37.55 | 3.40 | 43.36 | 4:49.03 | 5413  | 21   |
| Rodolfo Mijares | Puntos    | 800   | 562  | 467   | 605  | 807   | 385     | 561   | 476  | 411   | 339     | 5413  | 21   |

Femenil
Pista y campo
| Atleta              | Evento | Heat      | Heat      | Cuartos de final | Cuartos de final | Semifinal | Semifinal | Final     | Final     |
| Atleta              | Evento | Resultado | Posición  | Resultado        | Posición         | Resultado | Posición  | Resultado | Posición  |
| ------------------- | ------ | --------- | --------- | ---------------- | ---------------- | --------- | --------- | --------- | --------- |
| Sebastiana Alvarado | 800 m  | No inició | No inició |                  |                  |           |           | No avanzó | No avanzó |

### Baloncesto
México regresó al baloncesto olímpico tras ausentarse en Melbourne 1956.
Torneo masculino
| Selección de Baloncesto de México |
| Jugadores                         |
| Nombre                            |
| Héctor Aizpuro                    |
| Alberto Almanza                   |
| Eulalio Ávila                     |
| Gaille Bluth                      |
| Ignacio Chavira                   |
| Armando Herrera                   |
| César Herrera Rodríguez           |
| José María Lozano Prieto          |
| Carlos Quintanar                  |
| Guillermo Torres Porras           |
| Guillermo Wagner                  |
| Urbano Zea                        |

| Fecha                    | Ronda                              | Local  |                   | Resultado |                               | Visitante       |
| ------------------------ | ---------------------------------- | ------ | ----------------- | --------- | ----------------------------- | --------------- |
| 26 de agosto de 1960     | Primera ronda - Grupo C            | México | Bandera de México | 49:66     | Bandera de la Unión Soviética | Unión Soviética |
| 27 de agosto de 1960     | Primera ronda - Grupo C            | México | Bandera de México | 68:64     | Bandera de Puerto Rico        | Puerto Rico     |
| 29 de agosto de 1960     | Primera ronda - Grupo C            | México | Bandera de México | 72:80     | Bandera de Brasil             | Brasil          |
| 1 de septiembre de 1960  | Ronda de clasificación - Grupo D   | México | Bandera de México | 80:66     | Bandera de España             | España          |
| 2 de septiembre de 1960  | Ronda de clasificación - Grupo D   | México | Bandera de México | 76:57     | Bandera de Japón              | Japón           |
| 3 de septiembre de 1960  | Ronda de clasificación - Grupo D   | México | Bandera de México | 62:91     | Bandera de Francia            | Francia         |
| 8 de septiembre de 1960  | Clasificación por el noveno puesto | México | Bandera de México | 69:57     | Bandera de Hungría            | Hungría         |
| 10 de septiembre de 1960 | Clasificación por el noveno puesto | México | Bandera de México | 64:65     | Bandera de Filipinas          | Filipinas       |

### Boxeo
México regresó a las competencias de boxeo después de ausentarse en Melbourne 1956.
Compitió en peso Wélter ligero por primera vez en la historia, y en peso pluma y peso ligero por primera vez desde 1936.
| Atleta              | Evento             | Ronda de 32        | Ronda de 16        | Cuartos de final   | Semifinales        | Final              | Final     |
| Atleta              | Evento             | Oponente Resultado | Oponente Resultado | Oponente Resultado | Oponente Resultado | Oponente Resultado | Posición  |
| ------------------- | ------------------ | ------------------ | ------------------ | ------------------ | ------------------ | ------------------ | --------- |
| Vicente Saldivar    | Peso pluma         | Chervet (SWI) P    | No avanzó          | No avanzó          | No avanzó          | No avanzó          | No avanzó |
| Adalberto Hernández | Peso ligero        | Sarwar (PAK) G     | Shokweir (UAR) P   | No avanzó          | No avanzó          | No avanzó          | No avanzó |
| Rogelio Reyes       | Peso wélter ligero | Aranda (ARG) P     | No avanzó          | No avanzó          | No avanzó          | No avanzó          | No avanzó |

### Ciclismo

#### Ruta
Fue la primera vez que un equipo mexicano de ciclismo logró concluir la prueba después de no lograr hacerlo en 1948, 1952 y 1956.
| Atleta                                         | Evento                  | Tiempo     | Posición   |
| ---------------------------------------------- | ----------------------- | ---------- | ---------- |
| Jacinto Brito                                  | Individual              | 4:31:12    | 68         |
| Mauricio Mata                                  | Individual              | No terminó | No terminó |
| Filiberto Mercado                              | Individual              | No terminó | No terminó |
| Luis Zárate                                    | Individual              | 4:26:05    | 61         |
| Armando Martínez Filiberto Mercado Luis Zárate | Contrarreloj por equipo | 2:31:39.24 | 24         |

#### Pista
México regresó a las competencias de pista después de participar por última vez en 1948.
Fue el debut del país en las pruebas de tandem y de persecución por equipos.
Contrarreloj
| Atleta        | Evento                    | Tiempo  | Posición |
| ------------- | ------------------------- | ------- | -------- |
| Mauricio Mata | 1,000 metros contrarreloj | 1:11.61 | 15       |

Persecución
| Atleta                                                  | Evento                  | Eliminación | Eliminación | Cuartos de final   | Semifinal          | Final / MB         | Final / MB   |
| Atleta                                                  | Evento                  | Tiempo      | Posición    | Oponente Resultado | Oponente Resultado | Oponente Resultado | Posición     |
| ------------------------------------------------------- | ----------------------- | ----------- | ----------- | ------------------ | ------------------ | ------------------ | ------------ |
| Mauricio Mata Jacinto Brito Miguel Pérez Javier Taboada | Persecución por equipos | 4:52.55     | 19          | No avanzaron       | No avanzaron       | No avanzaron       | No avanzaron |

Sprint
| Atleta                       | Evento     | Ronda 1                | Repesca 1           | Final repesca 1       | Octavos de final    | Repesca 2           | Final repesca 2     | Cuartos de final    | Semifinal           | Final / BM          | Posición |
| Atleta                       | Evento     | Oponentes Resultado    | Oponentes Resultado | Oponentes Resultado   | Oponentes Resultado | Oponentes Resultado | Oponentes Resultado | Oponentes Resultado | Oponentes Resultado | Oponentes Resultado | Posición |
| ---------------------------- | ---------- | ---------------------- | ------------------- | --------------------- | ------------------- | ------------------- | ------------------- | ------------------- | ------------------- | ------------------- | -------- |
| Cenobio Ruiz                 | Individual | *Kaslowski *De Rieck P | *McKay\| G 12.40    | *de Graaf *De Rieck P | No avanzó           | No avanzó           | No avanzó           | No avanzó           | No avanzó           | No avanzó           | =19      |
| Luis Muciño                  | Individual | *Rechsteiner *Baloch P | *Ashiq\| G 12.80    | *Bodnieks *Argenton P | No avanzó           | No avanzó           | No avanzó           | No avanzó           | No avanzó           | No avanzó           | =19      |
| Luis Muciño José Luis Téllez | Tandem     | *Thompson Handley P    | *Browne Smith P     |                       |                     |                     |                     | No avanzaron        | No avanzaron        | No avanzaron        | 10       |

### Clavados
Juan Botella participó en sus segundos Juegos Olímpicos.
Teresa Adames fue la primera mujer en representar al país en clavados desde Helsinki 52, y la primera en competir en trampolín de 3 metros desde Londres 1948.
| Atleta              | Evento                       | Preliminar | Preliminar | Semifinal | Semifinal | Final     | Final     | Total  | Total             |
| Atleta              | Evento                       | Puntos     | Posición   | Puntos    | Posición  | Puntos    | Posición  | Puntos | Posición          |
| ------------------- | ---------------------------- | ---------- | ---------- | --------- | --------- | --------- | --------- | ------ | ----------------- |
| Juan Botella Medina | Trampolín 3 metros varonil   | 60.66      | 3          | 46.30     | 1         | 55.34     | 3         | 162.30 | Medalla de bronce |
| Álvaro Gaxiola      | Trampolín 3 metros varonil   | 54.89      | 6          | 39.78     | 8         | 55.75     | 4         | 150.42 | 4                 |
| Álvaro Gaxiola      | Plataforma 10 metros varonil | 49.30      | 20         | No avanzó | No avanzó | No avanzó | No avanzó | 49.30  | 20                |
| Roberto Madrigal    | Plataforma 10 metros varonil | 52.03      | 10         | 43.85     | 4         | 56.98     | 3         | 152.86 | 4                 |
| María Teresa Adames | Trampolín 3 metros femenil   | 42.00      | 17         | No avanzó | No avanzó | No avanzó | No avanzó | 42.00  | 17                |
| María Teresa Adames | Plataforma 10 metros femenil | 49.54      | 13         |           |           | No avanzó | No avanzó | 49.54  | 13                |

### Esgrima
Varonil
Benito Ramos compitió en sus cuartos Juegos Olímpicos.
Antonio Almada compitió por primera vez en esgrima, pero fueron sus terceros Juegos Olímpicos pues también compitió en pentatlón moderno.
México compitió en espada por equipos por primera vez desde 1948.
| Ángel Roldán                                                             | Espada             | 1 | 4 | 5 | No avanzó | No avanzó | No avanzó | No avanzó | No avanzó | No avanzó | No avanzó | No avanzó | No avanzó | No avanzó | No avanzó | No avanzó | No avanzó | No avanzó | No avanzó |           |           |           |
| Antonio Almada Félix                                                     | Espada             | 3 | 3 | 3 | 0         | 1         | 2         | No avanzó | No avanzó | No avanzó | No avanzó | No avanzó | No avanzó | No avanzó | No avanzó | No avanzó | No avanzó | No avanzó | No avanzó |           |           |           |
| Benito Ramos Ramos                                                       | Espada             | 1 | 3 | 5 | No avanzó | No avanzó | No avanzó | No avanzó | No avanzó | No avanzó | No avanzó | No avanzó | No avanzó | No avanzó | No avanzó | No avanzó | No avanzó | No avanzó | No avanzó |           |           |           |
| Benito Ramos Ramos                                                       | Sable              | 2 | 3 | 3 | 1         | 2         | 2         | No avanzó | No avanzó | No avanzó | No avanzó | No avanzó | No avanzó | No avanzó | No avanzó | No avanzó | No avanzó | No avanzó | No avanzó |           |           |           |
| William Fajardo                                                          | Sable              | 2 | 3 | 5 | No avanzó | No avanzó | No avanzó | No avanzó | No avanzó | No avanzó | No avanzó | No avanzó | No avanzó | No avanzó | No avanzó | No avanzó | No avanzó | No avanzó | No avanzó |           |           |           |
| William Fajardo                                                          | Florete            | 1 | 5 | 5 | No avanzó | No avanzó | No avanzó | No avanzó | No avanzó | No avanzó | No avanzó | No avanzó | No avanzó | No avanzó | No avanzó | No avanzó | No avanzó | No avanzó | No avanzó |           |           |           |
| Raúl Cicero                                                              | Florete            | 3 | 1 | 3 | N/A       | N/A       | N/A       | 0         | 4         | 6         | No avanzó | No avanzó | No avanzó | No avanzó | No avanzó | No avanzó | No avanzó | No avanzó | No avanzó | No avanzó | No avanzó | No avanzó |
| Benito Ramos Ángel Roldán Antonio Almada Sergio Escobedo José Pérez Mier | Espada por equipos | 0 | 2 | 3 | No avanzó | No avanzó | No avanzó | No avanzó | No avanzó | No avanzó | No avanzó | No avanzó | No avanzó | No avanzó | No avanzó | No avanzó | No avanzó | No avanzó | No avanzó |           |           |           |

Femenil
Pilar Roldán participó en sus segundos Juegos Olímpicos y se convirtió en la primera mujer mexicana en alcanzar una final de esgrima.
| Atleta                 | Evento  | Primera ronda | Primera ronda | Primera ronda | Desempate | Desempate | Desempate | Cuartos de final | Cuartos de final | Cuartos de final | Semifinal | Semifinal | Semifinal | Final | Final | Final    |
| Atleta                 | Evento  | CG            | CP            | Posición      | CG        | CP        | Posición  | CG               | CP               | Posición         | CG        | CP        | Posición  | CG    | CP    | Posición |
| ---------------------- | ------- | ------------- | ------------- | ------------- | --------- | --------- | --------- | ---------------- | ---------------- | ---------------- | --------- | --------- | --------- | ----- | ----- | -------- |
| María del Pilar Roldán | Florete | 3             | 2             | 2             | 1         | 1         | 3         | 4                | 2                | 2                | 4         | 1         | 2         | 2     | 5     | 7        |

### Halterofilia
Fue el debut de México en la categoría de 60 kilogramos.
| Atleta       | Evento | Prensa | Arranque | Envión | Total | Posición |
| ------------ | ------ | ------ | -------- | ------ | ----- | -------- |
| Mauro Alanís | 60 kg. | 85.0   | 90.0     | 122.5  | 297.5 | 15       |

### Gimnasia
México participó en la gimnasia varonil por primera vez desde Londres 1948.
| Atleta         | Evento              | Final      | Final    |
| Atleta         | Evento              | Puntuación | Posición |
| -------------- | ------------------- | ---------- | -------- |
| Armando Valles | All-Around          | 92.05      | 118      |
| Armando Valles | Anillos             | 16.8       | 107      |
| Armando Valles | Barra horizontal    | 11.8       | 121      |
| Armando Valles | Barras paralelas    | 15.05      | 119      |
| Armando Valles | Caballo con arzones | 16.75      | 92       |
| Armando Valles | Piso                | 20.0       | 114      |
| Armando Valles | Salto de caballo    | 16.10      | 120      |

### Lucha
México participó en peso mosca y peso wélter por primera vez desde Helsinki 1952 y en peso pluma por primera vez desde Londres 1948
Los luchadores eran eliminados al acumular cinco "puntos negativos".
Libre
| Atleta               | Evento      | Ronda 1            | Ronda 2             | Ronda 3            | Ronda 4            | Ronda 5            | Ronda 6            | Final              | Posición |
| Atleta               | Evento      | Oponente Resultado | Oponente Resultado  | Oponente Resultado | Oponente Resultado | Oponente Resultado | Oponente Resultado | Oponente Resultado | Posición |
| -------------------- | ----------- | ------------------ | ------------------- | ------------------ | ------------------ | ------------------ | ------------------ | ------------------ | -------- |
| Jorge Rosado         | Peso mosca  | Kropp (POL) P      | Khakshar (AFG) G    | Simons (USA) P     | No avanzó          | No avanzó          | No avanzó          | No avanzó          | 12       |
| Roberto Vallejo      | Peso pluma  | Kasim (IRQ) E      | Kederi (AFG) G      | Sato (JPN) P       | No avanzó          | No avanzó          | No avanzó          | No avanzó          | 12       |
| Mario Tovar González | Peso Ligero | Ries Jr. (RSA) P   | Durán (VEN) G       | BONG (KOR) P       | No avanzó          | No avanzó          | No avanzó          | No avanzó          | 12       |
| Juan Flores Arévalo  | Peso wélter | de Vescovi (ITA) P | de Villiers (RSA) P | No avanzó          | No avanzó          | No avanzó          | No avanzó          | No avanzó          | 19       |

### Natación
Con 11 competidores, México rompió su récord de participantes que era de 9 y databa de Londres 1948.
Varonil
Eulalio Ríos participó en sus segundos Juegos Olímpicos.
Fue el debut del país en la prueba de 4x100 combinados.
México compitió en 400 metros libre por primera vez desde Los ángeles 1932. También compitió en 100 y 1,500 metros libres, 100 metros dorso, 200 metros pecho y el relevo de 4x200 metros libres por primera vez desde Londres 1948.
| Jorge Escalante                                                  | 100 m libre              | 57.6    | 16 | 59.0      | 24        | No avanzó | No avanzó |
| Raúl Guzmán                                                      | 400 m libre              | 4:42.2  | 6  | N/A       | N/A       | No avanzó | No avanzó |
| Mauricio Ocampo                                                  | 400 m libre              | 4:35.3  | 2  | N/A       | N/A       | No avanzó | No avanzó |
| Alfredo Guzmán                                                   | 1,500 m libre            | 19:11.1 | 5  | N/A       | N/A       | No avanzó | No avanzó |
| Mauricio Ocampo                                                  | 1,500 m libre            | 18:29.0 | 5  | N/A       | N/A       | No avanzó | No avanzó |
| Alejandro Gaxiola                                                | 100 m dorso              | 1:05.9  | 5  | No avanzó | No avanzó | No avanzó | No avanzó |
| Enrique Rabell                                                   | 100 m dorso              | 1:08.0  | 6  | No avanzó | No avanzó | No avanzó | No avanzó |
| Eulaio Ríos Alemán                                               | 200 m mariposa           | 2:22.7  | 3  | 2:24.2    | 5         | No avanzó | No avanzó |
| Raúl Guzmán Alfredo Guzmán Jorge Escalante Mauricio Ocampo       | relevo 4x200 m libre     | 8:40.4  | 8  | N/A       | N/A       | No avanzó | No avanzó |
| Alejandro Gaxiola Enrique Rabell Mauricio Ocampo Jorge Escalante | relevo 4x100 m combinado | 4:23.1  | 4  | N/A       | N/A       | No avanzó | No avanzó |

Femenil
Blanca Barrón participó en sus segundos Juegos Olímpicos.
México debutó en las pruebas de 100 metros mariposa y en los relevos 4x100 estilo libre
| Atleta                                                         | Evento               | Heat   | Heat     | Semifinal | Semifinal | Final     | Final     |
| Atleta                                                         | Evento               | Tiempo | Posición | Tiempo    | Posición  | Tiempo    | Posición  |
| -------------------------------------------------------------- | -------------------- | ------ | -------- | --------- | --------- | --------- | --------- |
| Blanca Luz Barrón                                              | 100 m libre          | 1:07.9 | 26       | No avanzó | No avanzó | No avanzó | No avanzó |
| María Luisa Souza                                              | 100 m libre          | 1:08.4 | 28       | No avanzó | No avanzó | No avanzó | No avanzó |
| Blanca Luz Barrón                                              | 400 m libre          | 5:26.4 | 7        | N/A       | N/A       | No avanzó | No avanzó |
| María Luisa Souza                                              | 400 m libre          | 5:21.3 | 6        | N/A       | N/A       | No avanzó | No avanzó |
| Silvia Belmar                                                  | 100 m mariposa       | 1:16.5 | 5        | N/A       | N/A       | No avanzó | No avanzó |
| Eulalia Martínez                                               | 100 m mariposa       | 1:17.9 | 5        | N/A       | N/A       | No avanzó | No avanzó |
| Eulalia Martínez Silvia Belmar Blanca Barrón María Luisa Souza | relevo 4x100 m libre | 4:43.1 | 6        | N/A       | N/A       | No avanzó | No avanzó |

### Pentatlón moderno
Antonio Almada y José Pérez participaron en sus terceros Juegos Olímpicos, Sergio Escobedo, que fue suplente en Melbourne 1956 y en Helsinki 1952 finalmente tuvo su primera participación.
México fue el mejor equipo en la prueba de equitación.
| Atleta                                    | Prueba     | Total de puntos | Posición final |
| ----------------------------------------- | ---------- | --------------- | -------------- |
| Antonio Almada Félix                      | Individual | 4,566           | 17             |
| José Pérez Mier                           | Individual | 3,874           | 43             |
| Sergio Escobedo                           | Individual | 4,462           | 22             |
| Antonio Almada José Pérez Sergio Escobedo | Equipo     | 12,845          | 8              |

### Remo
México debutó en la prueba de dobles sin timonel, y fue la primera vez en la historia que el país llegó a las semifinales del deporte.
| Atleta                           | Evento             | Cuartos de final | Cuartos de final | Repesca   | Repesca  | Semifinal | Semifinal | Final     | Final     |
| Atleta                           | Evento             | Resultado        | Posición         | Resultado | Posición | Resultado | Posición  | Resultado | Posición  |
| -------------------------------- | ------------------ | ---------------- | ---------------- | --------- | -------- | --------- | --------- | --------- | --------- |
| Arcadio Padilla Roberto Retolaza | Dobles sin timonel | 7:25.63          | 3                | 7:21.46   | 1        | 7:45.55   | 4         | No avanzó | No avanzó |

### Tiro
Raúl Ibarra participó en sus terceros Juegos Olímpicos
México participó en rifle tendido por primera vez desde Londres 1948.
| Atleta            | Evento                   | Final  | Final    | Final |
| Atleta            | Evento                   | Puntos | Posición |       |
| ----------------- | ------------------------ | ------ | -------- | ----- |
| Luis Jiménez Peña | Pistola rápida 25 metros | 576    | 19       |       |
| Héctor Elizondo   | Pistola rápida 25 metros | 570    | 28       |       |

| Atleta                 | Evento                  | Clasificación | Clasificación | Final     | Final     |
| Atleta                 | Evento                  | Puntos        | Posición      | Puntos    | Posición  |
| ---------------------- | ----------------------- | ------------- | ------------- | --------- | --------- |
| Ernesto Montemayor Jr. | Rifle tendido 50 metros | 377           | 33            | No avanzó | No avanzó |
| Paulino Díaz           | Rifle tendido 50 metros | 380           | 27            | 570       | 45        |
| Raúl Ibarra Zapata     | Pistola libre 50 metros | 334           | 25            | 522       | 38        |
| Ignacio Mendoza        | Pistola libre 50 metros | 340           | 21            | 520       | 41        |

### Vela
Por primera vez en la historia, México participó en las competencias de vela.
| Atleta                             | Evento | 1        | 1      | 2        | 2      | 3        | 3      | 4        | 4      | 5        | 5      | 6        | 6      | 7        | 7      | Total  | Total    |
| Atleta                             | Evento | Posición | Puntos | Posición | Puntos | Posición | Puntos | Posición | Puntos | Posición | Puntos | Posición | Puntos | Posición | Puntos | Puntos | Posición |
| ---------------------------------- | ------ | -------- | ------ | -------- | ------ | -------- | ------ | -------- | ------ | -------- | ------ | -------- | ------ | -------- | ------ | ------ | -------- |
| Carlos Braniff Mauricio de la Lama | Star   | 19       | 237    | 17       | 286    | 19       | 237    | 22       | 174    | 17       | 286    | 12       | 437    | 13       | 402    | 1885   | 16       |